# Lise Myhre
Lise Myhre   (Skedsmo, 1 de novembre de 1975) es una autora de còmic noruega, coneguda per la serie de còmics Nemi, on la protagonista es una noia d'estètica Gòtica.

## Biografia
Va estudiar disseny gràfic i història de l'art al Santa Monica College of Art de Califòrnia, se'n va anar a viure a Oslo el 1995 on va continuar els seus estudis de disseny gràfic i disseny mac al Merkantilt Institutt, mentre treballava com a cambrera a So What!, i al bar de rock Elm Street. Des de molt jove va fer treballs d'il·lustració i còmic publicant-se els seus treballs en alguns diaris gratuïts.
Les primeres sèries que va publicar eren de personatges sense continuïtat, posterior-ment va crear la sèrie, Anne And un homenatge a Arne Anka de Charlie Christensen (el protagonista era un ànec antropomòrfic amb una semblança física amb l'Ànec Donald) i M.P.. Publicada a Larsons Gale Verden. El 1997 va dibuixar el personatge de Nemi, en acudits que elogiaven la cultura gòtica, també publicada a Larsons Gale Verden, ben aviat es va convertir en el personatge de la seva pròpia sèrie. Nemi, en fer-se popular va iniciar la publicació com a tira diària al diari Dagbladet el 1999. Com a il·lustradora i consultora de llibres, ha treballat fent portades de discos, llibres de terror, llibres escolars i agendes.
Lise Myhre, va guanyar el 1999 el premi de còmic al Festival Raptus de la ciutat de Bergen, premi atorgat a autors novells. El 2018 va rebre el Premi Sproing que atorga el Norsk Tegneserieforum (NTF) (Fòrum de Còmics de Noruega). i el 2002 l'hi atorgaren el premi d'Artista de la ciutat d'Oslo per "els esforços destacats en la vida artística d'Oslo".